# Plastotephritis compta
Plastotephritis compta är en tvåvingeart som beskrevs av Günther Enderlein 1922. Plastotephritis compta ingår i släktet Plastotephritis och familjen bredmunsflugor. Inga underarter finns listade i Catalogue of Life.